# Großes Wörterbuch der chinesischen Philosophie
Das Große Wörterbuch der chinesischen Philosophie (chinesisch 中国哲学大辞典, Pinyin Zhōngguó zhéxué dà cídiǎn; Abk. ZGZXDCD) ist das derzeit größte, umfassendste und reichhaltigste chinesische Nachschlagewerk zur chinesischen Philosophie.

## Kurzeinführung
Das wichtige Referenzwerk wurde 2010 unter der Leitung von Zhang Dainian (1909–2004) herausgeben, eine ältere Ausgabe (1994) von Fang Keli (1938–2020), beides angesehene Experten auf dem Gebiet der chinesischen Philosophie, und mit der maßgeblichen Beteiligung von Hunderten von Gelehrten und Experten aus dem ganzen Land. 
Das Wörterbuch umfasst etwa 6700 Einträge und besteht aus ca. 2,3 Millionen Zeichen. Diese umfangreiche Sammlung von Begriffen ist nach verschiedenen Kategorien geordnet und deckt den gesamten zeitlichen und thematischen Umfang der chinesischen Philosophie ab. Von den Ursprüngen und den Höhepunkten im Altertum bis zu den modernen und zeitgenössischen Entwicklungen bietet es einen detaillierten Einblick in alle Phasen der chinesischen Denktradition. Inhaltlich reicht das Spektrum von den Grundlagen, wie dem Konfuzianismus und Daoismus in der Vor-Qin-Zeit, bis zu komplexen Themen wie chinesischem Buddhismus, altchinesischer politischer Philosophie, Geschichtsphilosophie, Militärphilosophie, Wissenschaftsphilosophie. Auch verschiedene philosophische Strömungen der Moderne finden in diesem umfassenden Werk Berücksichtigung. 
Das Wörterbuch vereint auszugsweise viele chinesische philosophische Texte in Zitaten. Es hat nicht nur einen historischen und traditionellen Fokus, sondern integriert auch die Fortschritte und Erkenntnisse der aktuellen Forschung auf dem Gebiet der chinesischen Philosophie, was ihm einen hohen akademischen Wert verleiht.

## Beispiel: „Strafen durch Strafen abschaffen“
Der Artikel unter dem Lemma „Strafen durch Strafen abschaffen“ (以刑去刑,  yǐ xíng qù xíng) beispielsweise hat die folgende Form (mit ergänzter Pinyin-Umschrift und einer ungefähren deutschen Übersetzung):

„以刑去刑 　战国商鞅关于执行严明的刑律，以达到使人不敢犯罪目的的法治理论。《商君书·画策》：“以刑去刑，虽重刑可也。”《开塞》：“以刑治则民威（畏），民威则无奸，无奸则民安其所乐。”《赏刑》：“明刑之犹至于无刑也。”对战国末韩非和《秦律》有深刻的影响。
yǐ xíng qù xíng: Zhànguó Shāng Yāng guānyú zhíxíng yánmíng de xínglǜ, yǐ dádào shǐrén bù gǎn fànzuì mùdì de fǎzhì lǐlùn. Shāngjūn shū·Huàcè: "Yǐ xíng qù xíng, suī zhòng xíng kě yě." Kāisāi: "Yǐ xíng zhì zé mín wēi (wèi), mín wēi zé wú jiān, wú jiān zé mín ān qí suǒ lè." Shǎngxíng: "Míngxíng zhī yóu zhì yú wú xíng yě." Duì Zhànguó mò Hán Fēi hé "Qínlǜ" yǒu shēnkè de yǐngxiǎng.
Strafen durch Strafen abschaffen: Rechtstheorie von Shang Yang aus der Zeit der Streitenden Reiche über die Durchsetzung strenger Strafgesetze zur Abschreckung von Straftaten. Shangjun shu (Schriften des Fürsten von Shang), Kap. 18 (Huace): „Wenn man Strafen durch Strafen abschaffen will, sind auch schwere Strafen zulässig.“ Kap. 7 (Kaisai): „Wenn das Volk durch Strafen regiert wird, wird es sich fürchten; wenn es sich fürchtet, wird es frei von Schandtaten sein; wenn es keine Schandtaten mehr gibt, wird das Volk in Frieden leben und glücklich sein.“ Kap. 17 (Shangxing): „Mit deutlich statuierten Exempeln einen Zustand herbeiführen, in dem es keine Strafen mehr gibt.“ Es hatte einen tiefgreifenden Einfluss auf Han Fei und die Qin-Gesetze (Qinlü) am Ende der Zeit der Streitenden Reiche.“

## Verschiedenes
In der chinesischsprachigen Wikipedia gibt es ein Projekt zu verschiedensten Inhaltsübersichten chinesischer Nachschlagewerke, wo unter Wéijī zhuāntí: Chuántǒng bǎikē quánshū tiáomù / Zhōngguó zhéxué dà cídiǎn 维基专题:传统百科全书条目/中国哲学大辞典 auch sämtliche Lemmata des Großen Wörterbuchs der chinesischen Philosophie (untergliedert nach Strichzahl der chinesischen Schriftzeichen) aufgelistet sind und dem die in der chinesischsprachigen Wikipedia behandelten Themen (siehe die Blaulinks) zu entnehmen sind.